# جيمس كاميرون (عالم أدلة جنائية)
جيمس كاميرون (بالإنجليزية: James Cameron)‏ هو عالم أدلة جنائية ‏ بريطاني، ولد في 1930، وتوفي في 2003.